# Manuel Matias
Manuel Matias (Ferreira do Alentejo, 30 marzo 1962) è un ex maratoneta portoghese, vincitore nel 1989 della maratona di Fukuoka in 2h12'54".

## Biografia
Nel 1988 ha vinto la maratona di Parigi.
Ha partecipato nella maratona ai Giochi olimpici di Atlanta 1996, giungendo 46º in 2h20'58"; ha partecipato anche alla maratona degli Europei del 1990.

## Altre competizioni internazionali
1984
- Oro al Cross Internacional de la Constitución ( Alcobendas) - 30'03"

1986
- Oro alla São Silvestre de Luanda ( Luanda)
- Oro al Cross Internacional de la Constitución ( Alcobendas) - 32'27"

1988
- 4º alla Maratona di Chicago ( Chicago) - 2h10'19"
- Oro alla Maratona di Parigi ( Parigi) - 2h13'53"
- Bronzo alla Le Lion Half Marathon ( Montbéliard) - 1h01'20"
- Argento alla Mezza maratona di Pombal ( Pombal) - 1h04'09"

1989
- 4º alla Maratona di Londra ( Londra) - 2h09'43"
- Oro alla Maratona di Fukuoka ( Fukuoka) - 2h12'54"
- Argento alla Le Lion Half Marathon ( Montbéliard) - 1h02'46"
- Oro alla Mezza maratona di Pombal ( Pombal) - 1h05'19"
- 9º alla 20 km di Parigi ( Parigi) - 59'57"
- 4º a L'Equipe Crosscountry ( Parigi) - 27'39"

1990
- Bronzo alla Maratona di Parigi ( Parigi) - 2h14'27"
- 6º alla Maratona di Fukuoka ( Fukuoka) - 2h14'55"
- 7º alla Stramilano ( Milano) - 1h02'32"
- 11º alla Route du Vin Half Marathon ( Remich) - 1h03'06"
- 10º alla Sapporo Half Marathon ( Sapporo) - 1h05'40"

1991
- Argento alla Maratona di Londra ( Londra) - 2h10'21"
- 13º alla Maratona di Fukuoka ( Fukuoka) - 2h14'57"
- Argento alla Mezza maratona di Pombal ( Pombal) - 1h03'57"

1992
- Argento alla Maratona di Berlino ( Berlino) - 2h08'38"
- Oro alla CPC Loop Den Haag ( L'Aia) - 1h02'04"

1993
- 9º alla Maratona di Torino ( Torino) - 2h17'22"
- 12º alla Route du Vin Half Marathon ( Remich) - 1h04'01"
- 16º alla Berlin Half Marathon ( Berlino) - 1h05'34"

1994
- Argento alla Maratona di Fukuoka ( Fukuoka) - 2h09'50"
- Oro alla Maratona di Seul ( Seul) - 2h08'33"
- 7º alla Route du Vin Half Marathon ( Remich) - 1h03'13"
- Bronzo alla Mezza maratona di Pombal ( Pombal) - 1h03'20"

1995
- 9º alla Maratona di New York ( New York) - 2h12'49"
- 4º alla Maratona di Seul ( Seul) - 2h11'52"

1996
- 10º alla Maratona di Fukuoka ( Fukuoka) - 2h13'19"
- Bronzo alla Maratona di Seul ( Seul) - 2h09'08"
- 14º alla Mezza maratona di Lisbona ( Lisbona) - 1h02'38"

1997
- 8º alla Chuncheon Marathon ( Chuncheon) - 2h12'43"
- 4º alla Gold Coast Marathon ( Gold Coast) - 2h16'42"

1998
- 26º alla Mezza maratona di Lisbona ( Lisbona) - 1h05'43"

1999
- 14º alla Maratona di Tokyo ( Tokyo) - 2h18'19"